# Jan-Ole Sievers
Jan-Ole Sievers (sinh ngày 16 tháng 2 năm 1995) là một cầu thủ bóng đá người Đức.

## Sự nghiệp câu lạc bộ
Jan-Ole Sievers hiện đang chơi cho FC Gifu.